# Burg Marnstein
Die abgegangene Burg Marnstein war eine hochmittelalterliche Höhenburg auf einem Geländesporn zwischen dem Tal der Floß und einem Nebental. Sie lag unmittelbar westlich der Einöde Mohrenstein in der Gemeinde Störnstein im oberpfälzischen Landkreis Neustadt an der Waldnaab in Bayern.
Diese Burgstelle wird in der Literatur auch als Burgstall Mohrenstein bezeichnet. Die Stelle ist als Baudenkmal Nummer D-3-74-158-14 „Ehem. Burgstall, sog. Mohrenstein, Mauerreste aus Bruchstein über rechteckigem Grundriss, wohl mittelalterlich“ sowie als Bodendenkmal Nummer D-3-6239-0037 „Mittelalterlicher Burgstall "Marnstein"“ geschützt.

## Geschichte
Über diese Burg sind nur wenige geschichtliche Informationen bekannt, sie wird erstmals im Jahr 1281 als Marnstein erwähnt. Die Burg ist offenbar schon früh zu einem Burgstall geworden. Im herzoglichen Urbar von 1285 und 1326 wird Marnstein mit drei Anwesen im Amt Störnstein erwähnt. Mohrenstein wurde unter Kaiser Karl IV. zu einem böhmischen Kronlehen und ist ab dem 14. Jahrhundert lange Zeit gemeinsam mit Püchersreuth als Mannlehen weiter vergeben worden. In einem Lehensbrief von König Wenzel IV. vom 18. September 1392 werden die Gebrüder Heinz, Thomas, Hans und Erhard Tossen „über das haus Mornstein ... und allen seinen zugehörungen, das uns und der cronen zu Behaimb zu lehen rührt“ belehnt. Seit Beginn des 16. Jahrhunderts wird hier Hans von Floß als der Lehensinhaber genannt. In einem Lehensbrief von König Vladislav II. vom 30. November 1507 wird Mohrenstein vergeben für „für Hans von Floß zu  Pügersreuth über das burgstall Mohrenstein, wie es ... von uns und unser cronen zu Böheimb zu rechten Lehen rührt“. In dem Floßschen Salbuch von 1617 wird Mohrenstein bezeichnet als „ein schlechtes geringes guth, hat kein Schloß auch nicht anzeigung daß vor alters darendten was richtigs gestandten“. Die Burg scheint damals bereits abgegangen zu sein. Nach seinem Tod folgte ihm Gabriel von Floß nach († 19. Januar 1561). Nach dessen Tod kam wieder ein Hans von Floß zu dem Mohrenstein (†  1572) und dann seine beiden Söhne Paul und Hans Gabriel sowie weitere vier unmündige Töchter in den Besitz. Bei der Teilung des Landgutes Püchersreuth unter den Brüdern Floß 1584 wird das Kronlehen Mohrensrein von beiden Brüdern zu gleichen Teilen genutzt. 1602 wurde Wolf Christoph Brandt mit Mohrenstein belehnt. Dieser verstarb 1613 an der Pest und dadurch fiel Mohrenstein an die böhmische Krone zurück. Der deutsche Lehenshauptmann Stephan Georg von Sternberg beauftragte am 29. August 1615 den lobkowitzschen Amtmann Michael Weißmann mit der Administration von Mohrenstein. Am 24. September 1616 kam es an Leander Ruppel, kurpfälzischen Rat zu Prag. Dieser wurde als Parteigänger des Winterkönigs nach der Schlacht am Weißen Berg aber 1621 hingerichtet. Danach war Mohrenstein für einige Jahre apert. Am 24. Mai 1630 wurde Christoph Philipp von Sazenhofen, der zwischenzeitlich Püchersreuth erworben hatte, mit Mohrenstein belehnt. Nachfolger wurde sein Sohn Wilhelm von Sazenhofen, der von Kaiser Ferdinand III. am 13. Dezember 1651 mit Mohrenstein belehnt wurde. Wilhelm von Sazenhofen verkaufte Püchersreuth mit Mohrenstein an seinen Schwager Hans Gottfried Hundt. Die Hundtschen Erben verkauften die Güter 1748 an Johann Wilhelm Teuffel von Pirkensee. Nach dessen Tod († 1753) belehnte Kaiserin Maria Theresia die sieben Söhne des Johann Wilhelm mit Mohrenstein, aber im gleichen Jahr suchten diese um die Erlaubnis zum Verkauf an, was ihnen von der Kaiserin mit Schreiben vom 15. September 1753 genehmigt wurde. So kam Püchersreuth mit Mohrenstein an den Freiherrn Joseph Ernst von Podewils.

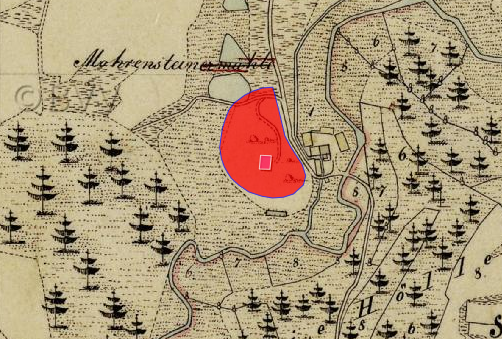
Lageplan von Burg Marnstein auf dem Urkataster von Bayern

## Geografische Lage
Die Burgstelle der Spornburg befindet sich in 464 m ü. NHN Höhe und damit rund 20 Höhenmeter über dem Talgrund der Floß, auf einem maximal etwa 80 Meter breiten, kegelförmigen und nach Süden gerichteten Geländesporn. Dieser Spornkegel wird an seiner Ostseite sowie im Süden von steil in das Tal der Floß abfallenden Hängen geschützt, an seiner Westflanke wird er vom Tal eines namenlosen kurzen Baches mit zwei Weihern begrenzt. Die Burgstelle war so an drei Seiten von Natur aus gut geschützt, nur im Norden schließt sich an das Burggelände eine Einsattelung an, der anschließend eine größere, und etwas höher liegende Hochfläche folgt.
1850 Meter westsüdwestlich liegt die heute ebenfalls abgegangene Burg Störnstein, 3350 Meter nordnordwestlich befindet sich der Burgstall Kronsburg.

## Beschreibung
Die Gebäude der Burg Marnstein lagen hauptsächlich auf dem Gipfelplateau der Spornkuppe sowie auf einer südlich der Kuppe liegenden Hangterrasse. Auf dem 20 × 15 Meter messenden Plateau haben sich noch Mauerreste aus Bruchstein eines rechteckigen Gebäudes erhalten. Fünf Meter unterhalb des Gipfelplateaus, auf halber Hanghöhe der Spornkuppe, umzieht diese eine zwei bis drei Meter breite Terrasse, die sich an der Südwestseite auf bis zu zehn Meter verbreitert. Auch hier befinden sich nur noch niedrig erhaltene Mauerreste.
3,5 Meter unterhalb der Terrasse umzieht die Kuppe ein partieller, vier Meter breiter Ringgraben, der nur an der sehr steil abfallenden Nordostseite aussetzt. Hier führt auch eine Straße, die von der Hochfläche aus zur Einöde Mohrenstein führt, in das Tal hinab. Die Burgstelle wurde wohl beim Bau dieser Straße an dieser Seite gestört. Im Süden wird der Graben von einem von der Grabensohle aus noch 0,5 Meter hohen Außenwall begleitet. Der Graben, der an der Südseite der Burgstelle auf etwa einem Drittel der Hanghöhe verläuft, liegt an der nicht so tief abfallenden Westseite am Fuß des Spornkegels. Im Nordwesten wird der Graben von einer Erdrampe unterbrochen, die auf das Gipfelplateau führt.